# Allasuolu (ö i Finland, Lappland, Norra Lappland, lat 69,70, long 27,52)
Allasuolu är en ö i Finland. Den ligger i sjön Vetsijärvi och i kommunen Utsjoki i den ekonomiska regionen Norra Lappland och landskapet Lappland, i den norra delen av landet, 1 100 km norr om huvudstaden Helsingfors. Öns area är 0,2 hektar och dess största längd är 100 meter i nord-sydlig riktning.